# Marco Campos
Marco Antônio Ferreira Campos (Curitiba, 24 de fevereiro de 1976 — Paris, 15 de outubro de 1995) foi um piloto de automobilismo brasileiro que disputou a Fórmula 3000, em 1995, com a equipe Draco Engineering. Era irmão de Júlio Campos, atualmente piloto na Stock Car Brasil, e de Jeruska Roberta de Campos.

## Carreira
No kart, Marco Campos venceu diversos campeonatos, desde os municipais até o Panamericano, em 1992 e 1993. Em 1994, aos 17 anos, mudou-se para a Europa, onde competiria na Fórmula Opel. Sem experiência, ele assinou com a Draco Engineering, favorita ao título da temporada, porém com um adversário de peso, o holandês Tom Coronel, da Van Amersfoort Racing. Marco, no entanto, surpreendeu e conquistou o título em sua estreia nos monopostos, ficando com apenas 8,5 pontos de vantagem em relação a Coronel. Empolgado, o chefe Adriano Morini disse que, até entregar um carro ao paranaense, Rubens Barrichello havia sido o melhor piloto que havia conhecido.
Promovido à Fórmula 3000 juntamente com a Draco Engineering, Marco estava praticamente sem dinheiro para correr em outras categorias e a Cepap, seu principal patrocinador, aceitaria patrociná-lo com a condição de que ele competisse na categoria de acesso. Pilotando um Lola-Cosworth, ele chegou a largar na quinta posição no GP da Inglaterra, porém não chegou a completar a primeira volta - ele ficou parado no grid e rodou ema das curvas de Silverstone. Na etapa de Barcelona, um acidente com o experiente holandês Jan Lammers estragou suas chances de um bom resultado. Em Enna-Pergusa, o paranaense obteve seus primeiros pontos na F-3000 ao chegar na quarta posição.

## Morte
Em dúvida se permaneceria na categoria em 1996 (o patrocínio era pequeno e a Draco era a única equipe que poderia contar com seus serviços), Marco, bastante atordoado, chegou a Magny-Cours, local da última etapa do campeonato. Largando em 20º lugar, fez uma boa largada e chegou a estar em décimo, quando, já no encerramento da corrida, encontrou o estreante italiano Thomas Biagi, que pilotava um Reynard-Ford da Auto Sport Racing. Próximo ao grampo Adelaide, a roda dianteira esquerda do seu Lola-Cosworth tocou na roda traseira direita de Biagi, decolou e acertou violentamente a mureta de proteção, quase atingindo alguns fiscais. Em seguida, parou na caixa de brita, com o piloto inerte dentro do cockpit.
Levado ao Hospital Lariboisiére em Paris com traumatismo craniano, edemas cerebrais e lesões no pescoço, Marco chegou ao local em coma profundo. Com o estado de saúde piorando, os médicos tentaram apelar para que o neurologista Dominique Grimaud, que cuidou do austríaco Karl Wendlinger depois do acidente que sofrera nos treinos para o GP de Mônaco de Fórmula 1 no ano anterior, fizesse algo para melhorar a situação, sem êxito. Horas depois, o golpe definitivo: o cérebro não registrava nenhuma atividade, e os outros órgãos parariam de funcionar. Na madrugada do dia 17, o hospital oficializou a morte de Marco, aos 19 anos. Foi o único acidente fatal na história da Fórmula 3000 em 20 temporadas realizadas, contabilizando as antecessoras GP2 Series e Fórmula 2, até 2019, quando o francês Anthoine Hubert faleceu depois que seu carro foi atingido pelo equato-americano Juan Manuel Correa no Grande Prêmio da Bélgica, em Spa-Francorchamps.
Abalado com a morte, Adriano Morini pensou em encerrar as atividades da Draco, entretanto, o pai de Marco Campos indicou a contratação de Ricardo Zonta para correr em 1996.